# Pierre-François Beaumont
Pierre-François Beaumont est un graveur à la pointe et au burin français, né en 1719, et mort après 1777, probablement à Paris.

## Biographie
Il a probablement été l'élève de Gaspard Duchange.
Le 13 avril 1736 le prévôt des  marchands, Michel-Étienne Turgot, et les échevins de Paris lui ont accordé le brevet de graveur en taille-douce de la ville de Paris.
Charles Le Blanc donne une liste de 27 estampes de Pierre-François Beaumont, faites d'après des tableaux de Philips Wouwerman, Jan Brueghel l'Ancien, François Boucher, Noël Nicolas Coypel, Jan Miel.
Il était marchand d'estampes au milieu du pont Notre-Dame, à l'enseigne du Griffon d'or couronné.
En 1746, Pierre-François Beaumont, marchand de tableau, est élu directeur-garde de l'Académie de Saint-Luc.
Il était encore vivant à l'inhumation de son épouse, Jeanne Bauchain. Dans l'avis publié dans le Journal de Paris, il est dit ancien graveur du roi en son Hôtel de Ville, ancien directeur de l'Académie de Saint-Luc, ancien syndic des officiers jurés-crieurs et bourgeois de Paris.

## Œuvres dans les collections publiques
- Nemours, Château-Musée : L'Apparition de l'ange aux bergers, burin d'après Philips Wouverman, 43 x 34 cm. 1906.37.1.

## Publication
- Armorial de la Ville de Paris - Gouverneurs, Lieutenans du Roy, Prévôts des marchands, Échevins, Procureurs, Avocats du Roy, Greffiers, Receveurs, Conseillers et quartiniers de la Ville de Paris gravées par Beaumont, graveur ordinaire de la Ville , 1735-1740